# Seradela pastewna
Seradela pastewna, seradela siewna (Ornithopus sativus) – gatunek rośliny jednorocznej z rodziny bobowatych. Rodzimym obszarem jego występowania jest Afryka Północna (Algieria, Maroko) i Europa Południowa (Portugalia, Francja, Hiszpania), ale rozprzestrzenił się też na Azorach jako gatunek zawleczony. Jest uprawiany wielu krajach świata. W Polsce jest uprawiany, czasami przejściowo dziczeje (efemerofit).

## Morfologia

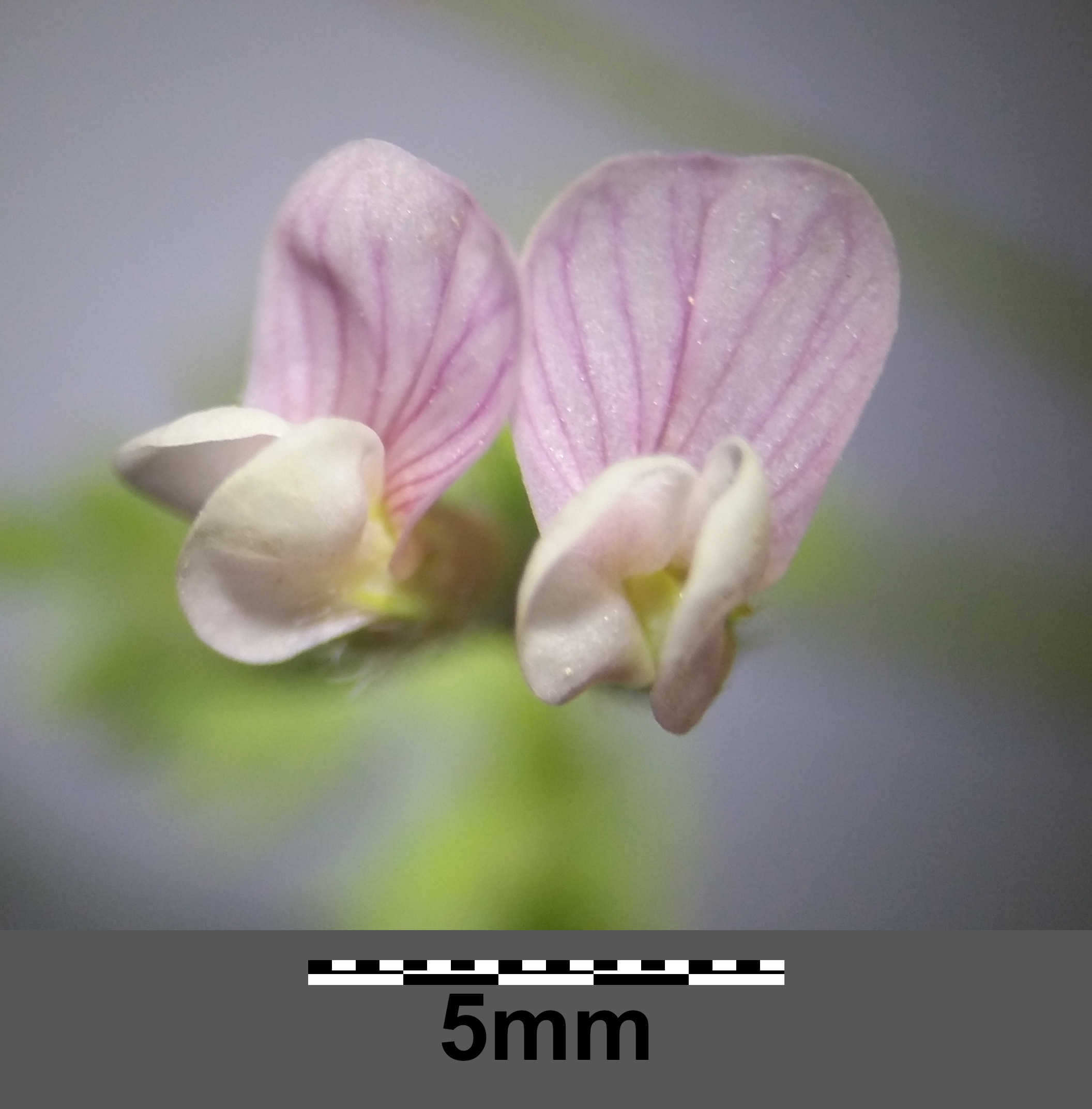
Kwiaty

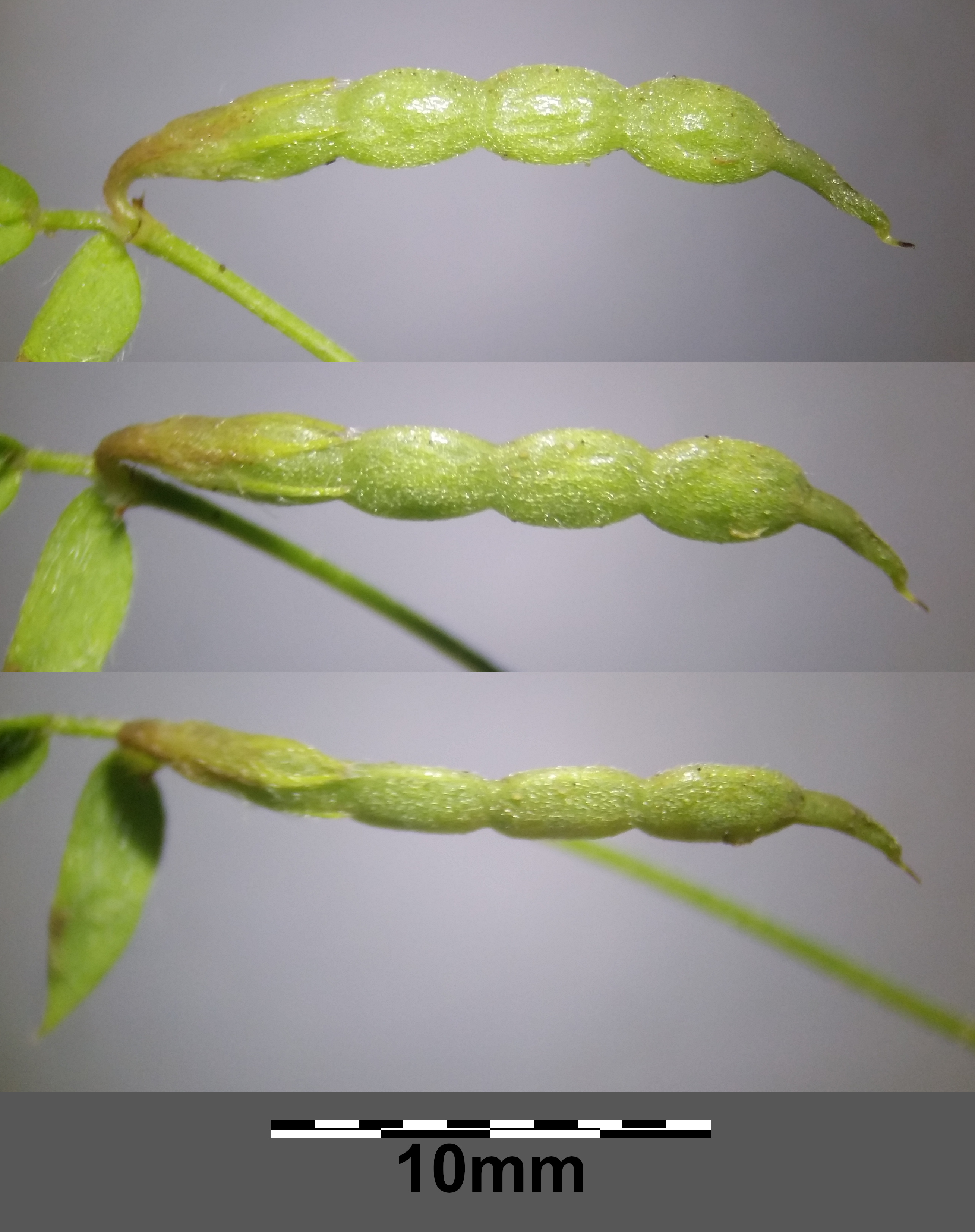
Owoce

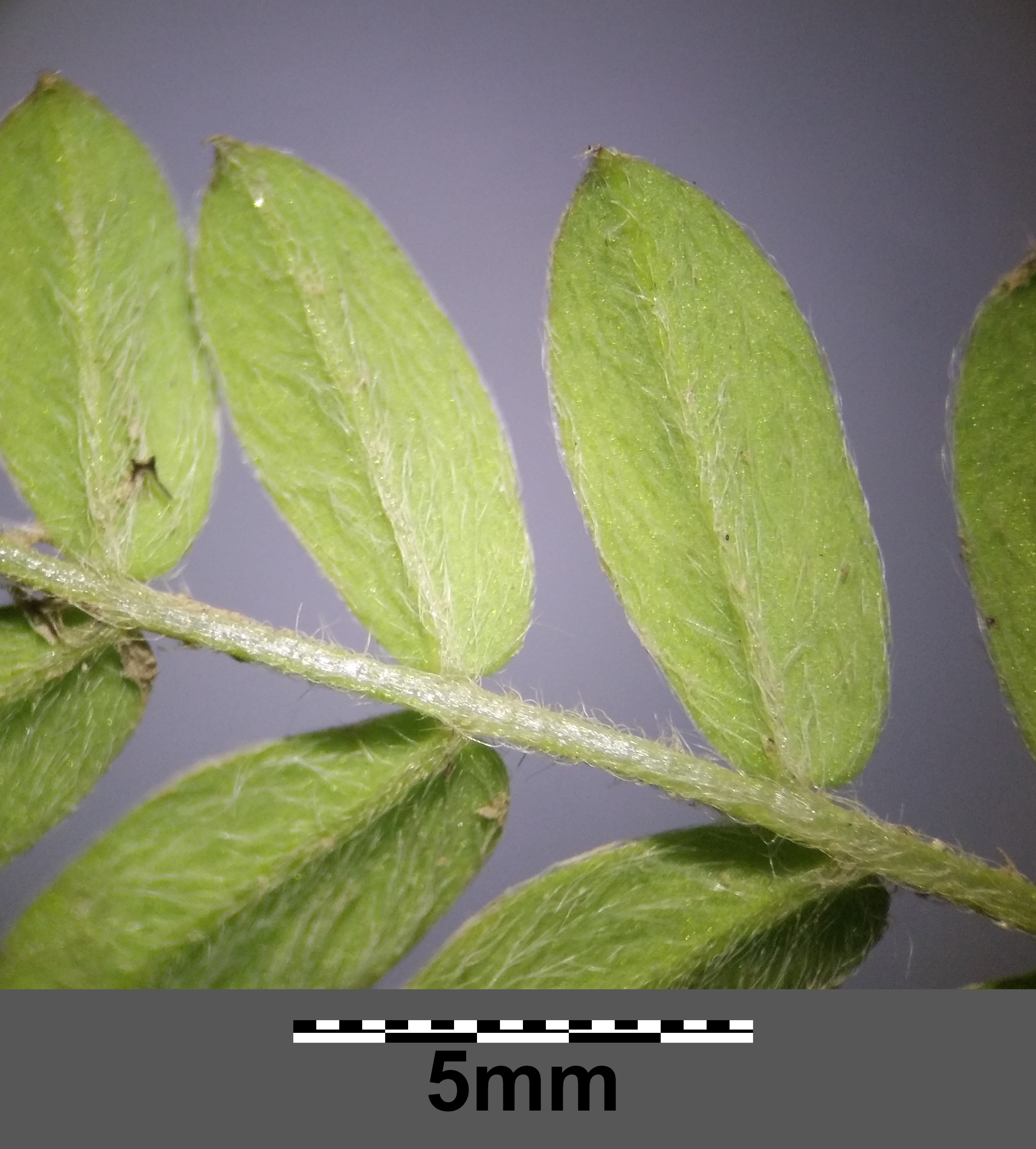
Fragment liścia

ŁodygaWzniesiona, lub podnosząca się, przeważnie o wysokości 30–60 cm.
LiścieDrobne, pierzasto złożone.
KwiatyKwiaty w skąpych kwiatostanach wyrastających na szypułkach o takiej samej długości, jak liść, z kąta którego wyrastają. Korona różowa o długości 6–9 mm, kielich rurkowaty o ząbkach dwukrotnie krótszych od długości kielicha.
OwoceOwocem jest strąk rozpadający się na pojedyncze człony.

## Zastosowanie
- Jest cenną rośliną pastewną, udaje się na glebach lekkich z małą zawartością wapnia. Znajduje się w rejestrze roślin rolniczych Unii Europejskiej. Jako pasza wpływa dodatnio na jakość mleka. Siano zasobne jest w związki wapnia i potasu. Poza tym zawiera około 16% wody, 12% białek, 4% tłuszczu.
- Roślina miododajna. Kwiaty seradeli wydzielają sporo nektaru, lecz jest ich na roślinie niewiele, a więc i wydajność miodowa z hektara jest niska, średnio 30 kg/ha. W rejonach o glebach lżejszych, gdzie uprawia się ją na dużych obszarach, może dostarczyć miodu towarowego w drugiej połowie lata lub dać poważny wziątek uzupełniający zapasy zimowe.